# Julius Caesar Scaliger
Julius Caesar Scaliger (født 23. april 1484, død 21. oktober 1558 i Agen i Frankrig) var en italiensk polyhistor, far til Joseph Justus Scaliger.
Efter sin egen angivelse var han født ved Gardasøen som medlem af den fornemme familie della Scala. Imidlertid er hans egen beretning
såvel om hans afstamning som om hans ungdoms oplevelser lidet troværdig, og der er mere sandsynlighed for, at han er født i Padua som søn af miniaturmaleren og geografen Benedetto Bordoni.
Efter et bevæget ungdomsliv, hvorunder han tog del i krigene i Italien, begav han sig 1529 til Agen i Frankrig, hvor han i begyndelsen levede som læge. Han studerede væsentlig oldtidssprogene, men var også inde i mange andre videnskaber. Forfængelig og trættekær, som han var, kom han i polemik med adskillige andre videnskabsmænd.
Et heftigt angreb på Erasmus fra Rotterdam rettede han i to Taler (1531 og 1536). Af hans skrifter mærkes De causis linguæ latinæ (1540 og oftere) og Poetices libri VII (1561). Han gav sig også af med naturhistoriske studier og skrev kommentarer til Aristoteles' og Theofrasts naturhistoriske skrifter.
Videre beskæftigede han sig også med filosofien ; her kan mærkes hans Exercitationes de subtilitate ad H. Cardanum (1537). Efter hans død er udkomne Epistolæ et orationes (1600) og Lettres grecques à Imbert (1877).